# ملت بهین‌دوست
قید ملت بهین‌دوست یا ملت کامِلَةالوداد یا ملت بِه‌خواه، شرطی‌ست که در بسیاری از معاهدات بین‌المللی و بیشتر در پیمان‌های بازرگانی به چشم می‌خورد.
وجود این شرط در معاهده باعث می‌شود تا هر معاهده‌ای که یکی از آن دولت‌ها با دولت ثالثی منعقد کرده، در آن حقوق و امتیازاتی را به کشور دیگری ارزانی دارد، موجب بهره‌مندی کشور طرف قرارداد اول از همان امتیازات نیز بشود. این امتیازات به‌طور خودکار منتقل شده، نیاز به تصویب موافقت‌نامهٔ جدید یا تشریفات دیگری ندارد.

## واژه‌شناسی
اصطلاح ملت کاملة‌الوداد ترجمهٔ غلطی از عبارت «most favored nation» است، یعنی ملتی که از بیشترین مساعدت برخوردار است. اگرچه ترجمهٔ این عبارت باواژه‌های عربی انجام شده، معادل آن در زبان عربی «دولة الأعلى أفضلية» ترجمه کرده‌اند.
فرهنگستان نخست (فرهنگستان ایران) بهین‌دوست را برابر آن نهاده‌است.

## دولت‌های کاملةالوداد در سازمان تجارت جهانی
اعضای سازمان تجارت جهانی که تمام کشورهای توسعه‌یافته و اکثر کشورهای دنیا را در بر می‌گیرند، متعهد هستند که مقررات دولت کاملةالوداد را در برابر یکدیگر رعایت کنند. اصل دولت دوست بهره مند از هنگام تأسیس گات در ۱۹۴۷ تا به حال برقرار بوده‌است.
مهمترین استثنای این اصل وضع قراردادهای ترجیحی با کشورهای در حال توسعه است. سابقه این استثناء به توافق اعضای گات در سال ۱۹۷۱ برای لغو تعهدات ماده اول موافقتنامه عمومی تعرفه و تجارت در یک دوره ده ساله باز می‌گردد که پس از آن دولت‌های توسعه یافته اجازه یافتند نرخ‌های ترجیحی تعرفه‌ای را برای کشورهای در حال توسعه در نظر گیرند.
استثنای دیگر اصل دول کاملةالوداد در سازمان تجارت جهانی اتحادیه‌های گمرکی و مناطق آزاد تجاری هستند. به موجب ماده ۲۴ گات ۱۹۹۴ کشورها می‌توانند در قالب ترتیبات منطقه‌ای و وحدت اقتصادی، نرخ‌های تعرفه‌ای پایین‌تری را در روابط تجاری خود اعمال کنند.

## پی‌نوشت و منبع
1. 1 2  «بهین‌دوست» برابر «کاملةالوداد» مصوب فرهنگستان اول (حسن کیانوش (۱۳۸۱). واژه‌های برابر فرهنگستان ایران. تهران: سروش. ص. ۱۳۹.)
2. ↑  آلبر کلییار (۱۳۶۸)، نهادهای روابط بین‌الملل، ترجمهٔ هدایت‌الله فلسفی، تهران: نشر نو، ص. ص ۱۵۲
3. ↑  آیگناتس زایدل هوهن فلدرن (۱۳۸۴)، حقوق بین‌الملل اقتصادی، ترجمهٔ قاسم زمانی، تهران: مؤسسه مطالعات و پژوهشهای حقوقی شهر دانش، ص. ص ۶۲، شابک ۹۶۴-۸۲۰۰-۰۴-۱
4. ↑  محمدرضا ضیایی بیگدلی، حقوق معاهدات بین‌المللی، تهران: کتابخانه گنج دانش، ISBN 964-7618-25-5.
5. ↑  ناصر احمدی خلجی (۱۳۷۶)، بررسی ساختار حقوقی سازمان جهانی تجارت و مسئله الحاق ایران (پایان‌نامه کارشناسی ارشد حقوق بین‌الملل)، دانشکده حقوق و علوم سیاسی دانشگاه تهران، ص. ص ۵۵-۵۶ و ۱۳۴-۱۳۱

## مطالعه بیشتر
- Endre Ustor. "Most-Fovoured-Nation Clause"، EPIl، ۱۹۸۵، Vol. ۸. pp. ۴۱۱-۴۱۶
- R.B Lillich and B.H Weston. Internatonal Claims: Their Settlement by Lump Sum Agreements، Charlottesville: University Press of Virginia، ۱۹۷۵ (متن کامل و تحلیل ۱۴۰ قرارداد دارای شرط ملت کاملةالوداد در دو جلد)
- Baron B. Nolde. "Les effets de la clause de la nation la plus favorisée en matiére de commerce et de navigation"، ۳۸ Ann. IDI، ۱۹۳۴، pp. ۴۱۴-۴۷۲